# Teranoid&MCnatsack
teranoid & MC natsack（テラノイド アンド エムシー ナットサック）は日本の音楽ユニット。ゲームミュージックも手がけており、コナミアミューズメント（デビュー当初はコナミ）のBEMANIシリーズで活躍している。

## メンバーとその正体
teranoid
一切のプロフィールが未公開の謎の人物。イベントなどで登場した若い女性がteranoidだとされたこともあるが、後に実態はkors kこと斎藤広祐の別名義であることが、2008年beatnationrecords公式サイトにて配信された『電人K』発売記念 L.E.D.×リミックスアーティストスペシャルトークセッション EXTRA MOVIE L.E.D. × teranoid 内にて発覚した。
また、まだ正体が発覚する前にnatsackがインタビューにおいて「teranoidはオレと一緒にステージに立っている彼女なんだけど、正確に言うと彼女だとも言い切れないんですよ。彼女が一番teranoidに近いことには間違いないけど」と発言したこともある。
teranoidが謎の人だった段階の『beatmania IIDX 11 IIDX RED』稼働後のシークレットライブ（2004年）にて、kors kが「gigadelic」を流したことや、2006年発売の『teranoid underground edition』にkors kの楽曲である「SigSig (original extended)」が収録されていることから、既にこの頃からteranoid=kors k疑惑は生まれていた。
その後上記のパフォーマンスや、2007年のbeatnation summitでMC natsackが「tripping contact(teranoid vs MC natsack remix)」中のパフォーマンスで「オレとkors kが贈る」というフレーズしか使わなかったことから一時期正体が迷走したが、これで確定したことになる。なお、家庭用IIDX16EMPRESS特別版のアルバムのブックレットで行なわれた、kors kの「今後はkors k名義のみで活動する」というコメント、17SIRIUSに収録されている「Bad Maniacs」（kors k as teranoid名義）の楽曲コメントで行なわれた、「IIDXからteranoidは去ります」というコメントから今後teranoidとして活動するのかどうか不透明な状況となっていたが、この発言後に参加したアルバムでteranoid名義を使用していることなどから、あくまでもIIDXではteranoid名義を使用しないという意味である可能性が高い。
MC natsack
2月11日生まれ。日本のハッピーハードコアシーン初期から活躍するMC。好きな食べ物はモツ刺し。ハードコアテクノレーベルであるRUSH HOUR2の主宰者でもある。
アルバムでの声優の起用や日本アニメの影響を色濃く受けた幻想的な世界観等は、マーケティング的要素を狙ったものであるとネットラジオ等で言われているが、実の所はNatsackの個人的趣味であるとも本人がこぼしている。
ライブパフォーマンスに関しては2006年12月に、都内を中心に活躍するUK HARDCORE、Drum 'n' BassのDJである "DJ TEKKA" とnatsackのDJ&MCというスタイルで行うと発表されている。これは前述の女性が急病で出られなくなったことがあり、たまたま遊びに来ていたDJ TEKKAが急遽代役としてステージに立ったことがきっかけである。

## 来歴
ガバの1ジャンルであるニュースタイルガバを基本としたハードなダンスポップを得意とし、結成時期などは非公開である（少なくとも2004年後半には結成されていると思われる）。
デビュー作は『beatmania IIDX 11 IIDX RED』に収録された楽曲「gigadelic」。この曲で一躍注目を浴びることとなる。同曲は『IIDX RED』のロケテスト段階から収録されており、その譜面の強烈な難易度もあり一気に話題となった。その後クラブイベントを行いながら、2006年3月23日にHOBiRECORDSからデビューアルバム『teranoid underground edition』を、さらに同日にはavex traxから『teranoid overground edition 』を発売とインディーズとメジャーから同時にCDを発売する（同時にメジャーデビューする）。さらに『teranoid underground edition』は発売に先駆けて2005年12月29・30日に開催されたコミックマーケット69で先行発売を行い、午前中で準備された約300枚を完売させた（開場が午前10時であることを考えると約2時間強で完売したことになる）。
Ryu☆、good-coolなどと親交が深く、イベントへのゲスト参加やアルバムにゲスト参加していたりしている（アルバムには声優である伊藤静や榊原ゆいも参加している）。

## 主な楽曲
beatmania IIDX
- gigadelic (11 IIDX RED)
- tripping contact （13 DistorteD//kors k vs teranoid名義）
- tripping contact (teranoid&MCnatsack Remix) （13 DistorteD//kors k vs teranoid名義）※
- ay carumba!!!! (13 DistorteD)
- THE DETONATOR （家庭用14 GOLD//teranoid vs L.E.D-G名義）
- BRAINSTORM (家庭用15 TROOPERS//HARDCORE UNITED TOKYO (teranoid & DJ TECHNORCH)名義)
- Bad Maniacs (17 SIRIUS/家庭用16 EMPRESS先行収録//teranoid as kors k名義)

pop'n music
- the keel (Nu-Style Gabba mix)（16 PARTY♪） - Akinoの楽曲のリミックス。

BEMANIシリーズ以外
- VIRGIN F (teranoid mix) - AAAのアルバム『REMIX ATTACK』にてリミキサーとしてteranoidが単独で参加。
- あなたがいるだけで (teranoid vs dj zet new style gabba mix feat. MC NATSACK) - LIAの「enigmatic LIA」にてリミキサーとして参加。
- Ana (teranoid & MC Natsack REMIX) - LIAの『enigmatic LIA2』にリミキサーとして参加。
- 「エキサイティング帰宅部ハンゲー部ダンス篇」 - ハンゲームのCM連動企画作品にteranoidがリミキサーとして参加。
- spEEEEEEEEEEEEEEEEdphobiA 230pLus+ (ft. MC Natsack vEr.) - HARDCORE TANO*Cの『DiGiTAL GENERATiON EP』に収録されるkenta-v.ez.の楽曲にNatsackがゲストとして参加。
- Drop da Hardcore　- （Ultimate A-Style収録//teranoid featuring MC KENT, MC Natsack&MC RALLY名義）ゲストMCとしてMC KENTとMC RALLYが参加。
- still dope - （Ultimate A-Style2収録//teranoid featuring MC KENT名義）ゲストMCとしてMC KENTが参加。
- Crystal World (teranoid Remix) - LIAの『enigmatic LIA3』にリミキサーとして参加。
- CG25 - 『PURE EXISTENCE』(TOTAL DISCOMMUNICATION）にBetwixt & Betweenとのコラボレーション楽曲（teranoid v.s. Betwixt & Between名義）で参加
- Back on fear - 『HARDCORE SYNDROME5』（HARDCORE TANO*C )にteranoid名義で参加
- Ramses　-　『SPEED BALL GT』（HARDCORE TANO*C）にteranoid名義で参加
- Wanyo Wanyo - iOS『CROSS☓BEATS』収録、MC Natsack名義
- Bi-Zon Zon Zombi - iOS『CROSS☓BEATS』収録、MC Natsack名義
- Bi-Zon Zon Zombi(More Zombies Ver.) - iOS『CROSS☓BEATS』収録、MC Natsack名義、上記曲のリミックス

※「tripping contact(teranoid&MCnatsack Remix)」はタイトルの通りteranoid&MCnatsackとしてリミックスを行っているが、楽曲名義は原曲と同じままである。

## ディスコグラフィ
- teranoid underground edition (2006年3月23日) -HOBiRECORDS
- teranoid overground edition (2006年3月23日) -avex trax
- teranoid overground edition 1.04 (2006年8月30日) -avex trax
- teranoid overground edition KOJA YUKINO (2006年12月27日) -avex trax
- teranoid anthems live@underground (2007年2月23日) -HOBiRECORDS[注釈 1]
- teranoid underground edition FOR DJ'S ONLY BLACK (2007年8月17日) -RUSH HOUR2
- S2TB Files6:teranoid (2016年12月31日) -S2TB Recording